# Cnemidocarpa squamata
Cnemidocarpa squamata är en sjöpungsart som beskrevs av Lützen 1970. Cnemidocarpa squamata ingår i släktet Cnemidocarpa och familjen Styelidae. Inga underarter finns listade i Catalogue of Life.